# Închisoarea Oriol

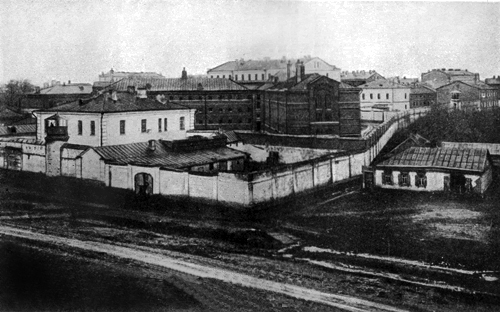
1920s

Închisoarea Oriol este o inchisoare din Oriol, Rusia. 
Pe timpul celui de-al doilea razboi mondial a fost un lagăr de concentrare nazist (octombrie 1941 - iunie 1943). Dupa al Doilea Război Mondial, a fost un lagăr de concentrare Sovietic, unde erau detinuti prizonierii de razboi din Germania, Ungaria, România. Potrivit Latkovska-Wojtuskiewicz, la sarbatoarea de Paște din 1951, inchisoarea era "un adevărat iad".
A fost faimoasa si pentru detinutii politici, Cristian Racovski, Felix Edmundovici Dzerjinski, Grigore Cotovschi fiind detinuti aici. 